# Scaletta-Mantel
Als Scaletta-Mantel (rätoromanisch stgala ‚Treppe, Stufe‘, auch für einen stufenförmigen Schnitt eines Kleidungsstücks) wird der Bündner Talar bezeichnet, welcher traditionell von den reformierten Pfarrern des Schweizer Kantons Graubünden in der dortigen Landeskirche getragen wird.

## Eigenart
Als Besonderheit ist er vorne offen. Eine Theorie besagt, dass dies von den geographischen Beschaffenheiten Graubündens herrührt. In diesem Bergkanton mussten die Geistlichen sonntags zumeist mehrere weit entfernte Predigtstätten betreuen und waren daher auf eine bewegungsfreundliche Kleidung zum Reiten angewiesen, die gleichwohl als Amtstracht erkennbar sein sollte.

## Geschichte
Eine populäre Erklärung sieht den Ursprung des Scaletta-Mantels in Chur: Als dort 1529 die städtischen Friedhöfe Sta. Regula und St. Martin aufgehoben wurden, übernahm die Funktion eines Zentralfriedhofs der Scalettafriedhof. Dieser lag wahrscheinlich am Ort des heutigen Fontanaparks. Die dortige Totenkapelle genügte den Platzansprüchen nicht, so dass beim ehemaligen Nikolaikloster am Kornplatz eine neue Abdankungskirche, die Scalettakirche, gebaut wurde. 
Vom Friedhof zur Kirche führte eine kleine Treppe, eben eine Scaletta. Die an den Beerdigungen teilnehmenden Männer trugen einen Scalettamantel. Nach Aufgabe der Kirche 1810 behielten die Churer Geistlichen den Brauch des schwarzen Mantels bei und weiteten ihn aus auf alle liturgischen Tätigkeiten, also auf den gesamten gottesdienstlichen Gebrauch.